# アンドリュー・マクドナルド
アンドリュー・マクドナルド（Andrew Macdonald、1966年1月1日 - ）は、スコットランドの映画プロデューサーである。ダニー・ボイル監督やアレックス・ガーランド監督とのコラボレーションで知られている。

## 経歴
1966年1月1日、グラスゴーに生まれる。グレンアーモンド・カレッジで学んだ。
1994年に『シャロウ・グレイブ』、1996年に『トレインスポッティング』を製作する。1997年、ダンカン・ケンワーシーと共にDNAフィルムズを設立する。そのほか、『28日後...』『あるスキャンダルの覚え書き』『ラストキング・オブ・スコットランド』『サンシャイン 2057』などの作品を製作している。

## フィルモグラフィー

### 長編映画
- シャロウ・グレイブ Shallow Grave （1994年）
- トレインスポッティング Trainspotting （1996年）
- ツイン・タウン Twin Town （1997年）
- 普通じゃない A Life Less Ordinary （1997年）
- ザ・ビーチ The Beach （2000年）
- マイ・ウェイ 銃声のレクイエム Strictly Sinatra （2001年）
- The Parole Officer （2001年）
- Heartlands （2002年）
- ファイナル・ステージ The Final Curtain （2002年）
- 28日後... 28 Days Later （2002年）
- あるスキャンダルの覚え書き Notes on a Scandal （2006年）
- ラストキング・オブ・スコットランド The Last King of Scotland （2006年）
- ヒストリーボーイズ The History Boys （2006年）
- 28週後... 28 Weeks Later （2007年）
- サンシャイン 2057 Sunshine （2007年）
- わたしを離さないで Never Let Me Go （2010年）
- ロンドン・ヒート The Sweeney （2012年）
- ジャッジ・ドレッド Dredd （2012年）
- スカイ・アロー Angel of the Skies （2013年）
- サンシャイン 歌声が響く街 Sunshine on Leith （2013年）
- エクス・マキナ Ex Machina （2015年）
- Far from the Madding Crowd （2015年）
- T2 トレインスポッティング T2 Trainspotting　(2017年)
- アナイアレイション -全滅領域- Annihilation (2018年)
- MEN 同じ顔の男たち Men (2022年)
- シビル・ウォー アメリカ最後の日 Civil War (2024年)
- 28年後... 28 Years Later (2025年)